# Вонсош (гміна, Граєвський повіт)
Гміна Вонсош (пол. Gmina Wąsosz) — сільська гміна у східній Польщі. Належить до Ґраєвського повіту Підляського воєводства.
Станом на 31 грудня 2011 у гміні проживало 3954 особи.

## Територія
Згідно з даними за 2007 рік площа гміни становила 117.92 км², у тому числі:
- орні землі: 72.00%
- ліси: 21.00%

Таким чином, площа гміни становить 12.19% площі повіту.

## Населення
Станом на 31 грудня 2011:
| Опис     | Загалом | Загалом | Чоловіки | Чоловіки | Жінки | Жінки |
| -------- | ------- | ------- | -------- | -------- | ----- | ----- |
| одиниця  | осіб    | %       | осіб     | %        | осіб  | %     |
| все      | 3954    | 100     | 2002     | 50.63    | 1952  | 49.37 |
| міське   | 0       | 100     | 0        |          | 0     |       |
| сільське | 3954    | 100     | 2002     | 50.63    | 1952  | 49.37 |

## Сусідні гміни
Гміна Вонсош межує з такими гмінами: Ґрабово, Ґраєво, Пшитули, Радзілув, Щучин.